# Jagdstaffel 72
Jagdstaffel 72 – Königlich Sächsische Jagdstaffel Nr. 72 – Jasta 72s jednostka lotnictwa niemieckiego Luftstreitkräfte z okresu I wojny światowej.

## Informacje ogólne
Jednostka została utworzona z samolotów i pilotów wchodzących w skład FEA 8 w Grudziądzu 11 lutego 1918 roku. Organizację eskadry powierzono porucznikowi Karlowi Menckhoffowi asowi z Jagdstaffel 3 wówczas z 20 zwycięstwami. Jednostka uzyskała sprawność bojową 20 lutego i została przeniesiona najpierw na lotnisko polowe w Blaise, a 7 marca Leffincourt; oba w zasięgu operacji 3 Armii. W końcu marca została przeniesiona w obszar działań 18 Armii na lotnisko Carrepuis. Należała do Jagdgruppe Nord. Pierwsze zwycięstwo odniósł jej dowódca Karl Menckhoff 1 kwietnia 1918 roku.
7 lipca eskadra została przerzucona do Bergnicourt i dostała się pod dowództwo 1 Armii. 25 lipca jej dowódca (wówczas z 39 zwycięstwami) został zestrzelony i dostał się do niewoli.
Eskadra walczyła przede wszystkim na samolotach Albatros D.V i Fokker D.VII (od maja lub czerwca 1918).
Jasta 72 w całym okresie wojny odniosła ponad 55 zwycięstwa nad samolotami nieprzyjaciela oraz 3 nad balonami obserwacyjnymi. W okresie od lutego do listopada 1918 roku jej straty wynosiły 2 zabitych w walce, 1 rannych oraz 1 pilot dostał się do niewoli.
Łącznie przez jej personel przeszło 6 asów myśliwskich:
Karl Menckhoff (19), Herbert Mahn (9), Karl Arnold (6), Gustav Frädrich (5), Gerold Tschentschel (5), Hans von Freden.

## Dowódcy Eskadry
| Stopień   | Nazwisko        | Okres                   |
| --------- | --------------- | ----------------------- |
| Porucznik | Karl Menckhoff  | 11.02.1918 – 25.07.1918 |
| Porucznik | Kurt Muller     | 26.07.1918 – 23.10.1918 |
| Porucznik | Gustav Fradrich | 23.10.1918 – 11.11.1918 |